# Raubach
Raubach ist eine Ortsgemeinde im Landkreis Neuwied im Norden von Rheinland-Pfalz. Sie gehört der Verbandsgemeinde Puderbach an.

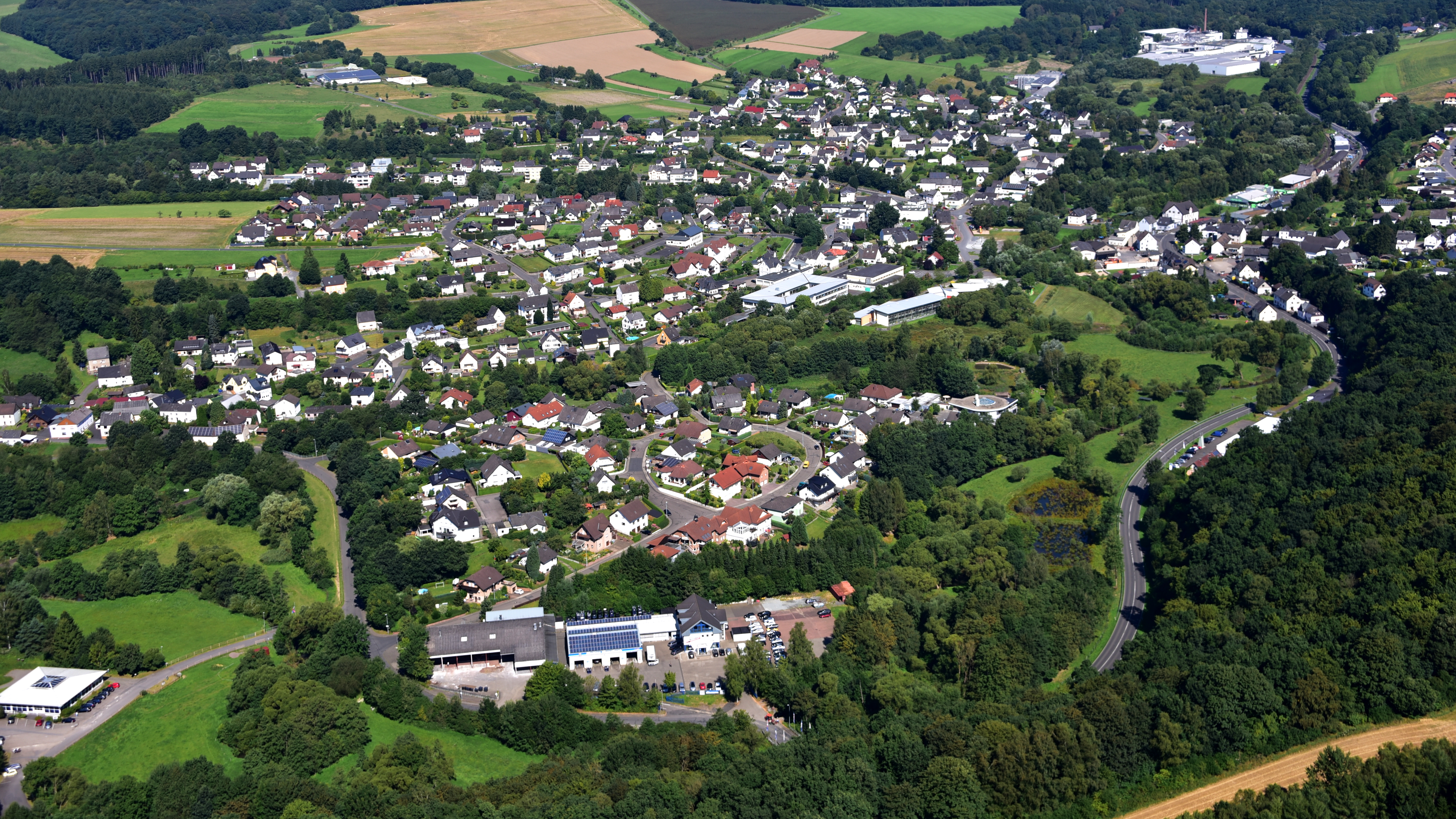
Raubach, Luftaufnahme (2016)

## Geographie

### Lage
Der Ort liegt südlich von Puderbach am Rande des Naturparks Rhein-Westerwald. Durch den Ort fließen der Holzbach und der im Nachbarort entspringende und nach ihm benannte Harschbach.
Die Ortslage wird durch die Schefferstraße und die Eisenbahnstrecke in zwei Teile geteilt. Verkehrsgünstig liegt Raubach nahe der Bundesautobahn 3, der nahegelegenen Gewerbegebiete und Einkaufsmöglichkeiten zwischen Puderbach und Dierdorf, den Hauptorten der jeweiligen Verbandsgemeinden.

### Gemeindegliederung
Brechhofen (südlich Raubachs) und Hedwigsthal (nördlich Raubachs, wo die Papierfabrik Metsä Tissue ansässig ist) sind neben dem Hauptort die Ortsteile der Gemeinde.

## Geschichte
In einer um das Jahr 1000 zugeordneten Urkunde wurde die mit einem Zehntbezirk ausgestattete Kirche in „Rouchbach“ erstmals genannt. Sie war im Besitz des Koblenzer Kastorstifts und St. Kastor geweiht. Die Einkünfte des Pfarrbezirks gehörten später dem Stiftspropst. Im April 1226 beurkundete der Trierer Erzbischof Theoderich, dass Propst Gerhard die Einkünfte zur Verbesserung der Pfründe dem Kapitel des Kastorstifts schenkte.
Das Stift verkaufte 1532 Zehnt- und Patronatsrecht in Raubach dem Erzbischof von Trier. Dieser wiederum verkaufte es 1570 dem Grafen Johann IV. von Wied, nachdem dieser um 1556 in seiner Grafschaft die Reformation eingeführt hatte.
Bevölkerungsentwicklung
Die Entwicklung der Einwohnerzahl von Raubach, die Werte von 1871 bis 1987 beruhen auf Volkszählungen:
| Jahr | Einwohner |
| ---- | --------- |
| 1815 | 418       |
| 1835 | 588       |
| 1871 | 545       |
| 1905 | 602       |
| 1939 | 784       |
| 1950 | 907       |
| 1961 | 1.304     |

| Jahr | Einwohner |
| ---- | --------- |
| 1970 | 1.280     |
| 1987 | 1.666     |
| 1997 | 1.984     |
| 2005 | 1.984     |
| 2011 | 1.925     |
| 2017 | 1.927     |
| 2022 | 2.014     |

## Religion
In Raubach befindet sich zentral die Evangelische Kirche, die die evangelische Kirchengemeinde beheimatet und in der Denkmalliste des Landes Rheinland-Pfalz als Kulturdenkmal ausgewiesen ist. Außerdem findet man hier die Evangelisch Freikirchliche Gemeinde – Brüdergemeinde Raubach (offene Brüder) und die Christliche Gemeinde Raubach (geschlossene Brüder).

## Politik

### Gemeinderat
Der Gemeinderat in Raubach besteht aus 16 Ratsmitgliedern, die bei der Kommunalwahl am 9. Juni 2024 in einer personalisierten Verhältniswahl gewählt wurden, und dem ehrenamtlichen Ortsbürgermeister als Vorsitzendem.
Die Sitzverteilung im Gemeinderat:
| Wahl | SPD | CDU | FWG | Gesamt   |
| ---- | --- | --- | --- | -------- |
| 2024 | 4   | –   | 12  | 16 Sitze |
| 2019 | 5   | –   | 11  | 16 Sitze |
| 2014 | 5   | –   | 11  | 16 Sitze |
| 2009 | 5   | 3   | 8   | 16 Sitze |
| 2004 | 4   | 4   | 8   | 16 Sitze |

### Bürgermeister
Florian Albrecht wurde 2024 Ortsbürgermeister von Raubach. Bei der Direktwahl am 15. September 2024 wurde er mit einem Stimmenanteil von 92 % für fünf Jahre gewählt. Seine Vorgänger waren Michael Rudolph, Harald Hachenberg und Jürgen Hachenberg. Die Bürgermeisterwahl hatte sich terminlich verschoben, da der Kandidat Rudolf Kroll, bisher 1. Beigeordneter, kurz vor der Wahl verstarb.

### Wappen
| Wappen von Raubach | Blasonierung: „Unter silbernem Schildhaupt drei rote Rosen mit goldenen Butzen und im roten Feld ein silbernes schrägrechts gelegtes Schwert mit goldenem Knauf.“                                                                                     |
| Wappen von Raubach | Wappenbegründung: Die genannten Wappenzeichen sind Embleme des ehemaligen Adelsgeschlechtes derer von Raubach. Das Wappen wurde mit Urkunde der Bezirksregierung Koblenz vom 3. April 1970 rechtsgültig nach einem Entwurf von Ernst Zeiler, Raubach. |

## Kultur und Sehenswürdigkeiten

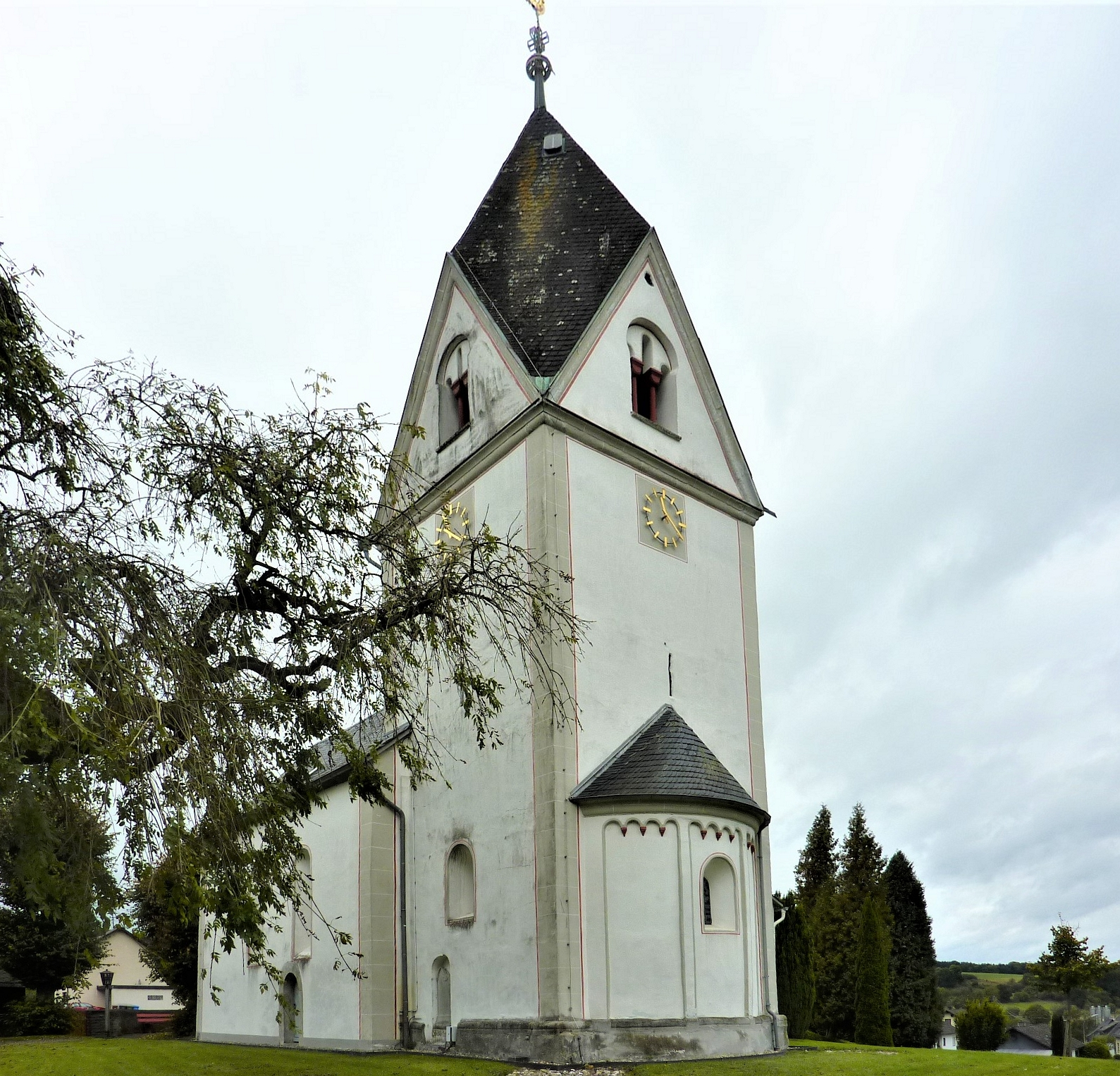
Die Evangelische Kirche in Raubach, ein Kulturdenkmal

- Liste der Kulturdenkmäler in Raubach
- Liste der Naturdenkmale in Raubach

## Wirtschaft und Infrastruktur

### Wirtschaft
Der größte Arbeitgeber des Ortes ist die Niederlassung des Unternehmens Metsä Tissue, die das ehemalige Werk der Papierfabrik Hedwigsthal (ehemals Papierwerke Halstrick KGaA, später GmbH) bewirtschaften; weiter der Hauptsitz der Großbäckerei Scheffels. Außerdem findet sich ein Raiffeisen-Markt und viele weitere Gewerbetreibende. Bemerkenswert ist, dass sich im Ort noch drei Gaststätten befinden, eine davon, das Schützenhaus, beherbergt auch ein Hotel.

### Verkehr
Die nächste Autobahnanschlussstelle ist Dierdorf an der Bundesautobahn 3. Der nächstgelegene ICE-Halt ist der Bahnhof Montabaur an der Schnellfahrstrecke Köln–Rhein/Main. Der Bahnhof Raubach, welcher ohne SPNV ist, liegt an der Holzbachtalbahn (Altenkirchen-Flammersfeld-Puderbach-Selters-Siershahn), es findet nur Frachtverkehr, jedoch kein SPNV statt.

### Schulen
Im Ort befindet sich eine Grundschule sowie eine Förderschule für Schüler mit Lernschwächen.

### Vereine
Raubach beherbergt viele verschiedene Vereine, deren regelmäßige Feste (Schlacht-, Weiher-, Feuerwehr-, Sport-, Schützen- und Oktoberfest) das Dorfleben bereichern.
- Schützengilde Raubach (SGi Raubach)[16]
- Sportverein Raubach (SV Raubach)[17]
- Verkehrs- und Verschönerungsverein Raubach (VVV Raubach)[18]
- Angelsportverein Raubach (ASV Raubach)[19]
- Förderverein der Freiwilligen Feuerwehr Raubach[19]

## Persönlichkeiten
In Raubach geboren wurden die Frauenrechtlerin Ika Freudenberg (1858–1912) und der Komponist Wilhelm Freudenberg (1838–1928). Beide waren Kinder des ortsansässigen Unternehmers Johann Philipp Freudenberg (1803–1890), Besitzer der auf dem heutigen Gelände des Metsä-Werks befindlichen damaligen Raubacher Hütte.
Der Industrielle Theodor Springmann senior (1840–1927) wurde ebenfalls in Raubach geboren.